# Kimi to Boku no Saigo no Senjō, Aruiwa Sekai ga Hajimaru Seisen
Kimi to Boku no Saigo no Senjō, Aruiwa Sekai ga Hajimaru Seisen (キミと僕の最後の戦場、あるいは世界が始まる聖戦), gekürzt KimiSen (キミ戦), ist eine im Jahr 2017 von Kei Sazane gestartete Romanreihe, die in den Gattungen Fantasy, Romantik und Military-Science-Fiction zu verorten ist. Bis Mitte 2020 wurden elf Romane veröffentlicht.
Eine Umsetzung als Manga erfolgte zwischen 2018 und 2021 und ist mit sieben Bänden abgeschlossen. Eine Anime-Fernsehserie basierend auf den Romanzyklus lief in den Jahren 2020, 2024 und 2025 im japanischen Fernsehen. International wird die Serie unter dem Titel Our Last Crusade or the Rise of a New World gezeigt.
Die Geschichte folgt den beiden Charakteren Iska und Aliceliese, die auf ihre Art und Weise versuchen, Frieden zwischen dem Heavenly Empire und den verfeindeten Nebulis zu schaffen. Iska ist ein begnadeter Schwertkämpfer des Empire während Aliceliese die Tochter der Herrscherfamilie von Nebulis ist.

## Handlung
Seit Jahren herrscht Krieg zwischen dem Heavenly Empire, einem technologisch hochentwickelten Staat, und einem Staat mächtiger Magier, der der Nebulis-Souveränität unterliegt. Iska ist ein begnadeter Schwertkämpfer des Heavenly Empire und gilt, da er bereits im Alter von 16 Jahren in den Rang eines heiligen Schülers aufgestiegen ist, als Naturtalent. Allerdings wird ihm dieser Titel entzogen, nachdem er eine Hexe aus dem verfeindeten Königreich zur Flucht verholfen hat und selbst dafür für ein Jahr ins Gefängnis gehen musste.
Ihm wird eine zweite Chance gewährt. Er soll sich auf dem Schlachtfeld beweisen und eine bestimmte Person töten: Die sogenannte Eishexe, die der Herrscherfamilie Nebulis angehört: Aliceliese. Tatsächlich begegnen sich die beiden an der Front und ein Kampf zwischen den beiden entbrennt, welcher jedoch ohne Sieger endet. Beide offenbaren ihre Sehnsucht nach einem friedlichen zusammenleben beider Nationen.

## Figuren

### Hauptcharaktere
Iska (イスカ, Isuka)
Der inoffizielle Anführer der 907. Einheit des Heavenly Empire. Ein begnadeter Schwertkämpfer, der mit zwei – einem weißen und schwarzen – Astralschwertern kämpft. Bereits im Alter von 16 Jahren wurde er in den Rang eines heiligen Schülers erhoben. Nachdem er einer verfeindeten Hexe zur Flucht verhilft, wird er zu einem Jahr Gefängnis verurteilt und seines Status enthoben. Die Herrscher des Empire bieten ihm eine Chance zur Wiedergutmachung. Er soll auf dem Schlachtfeld die Eishexe ausschalten. Allerdings hegt Iska den Wunsch, einen Weg zu finden, um den andauernden Krieg zwischen beiden Nationen zu beenden.
Aliceliese Lou Nebulis IX (アリスリーゼ・ルー・ネブリス9世, Arisurīze rū Neburisu Kyūsei)
Aliceliese, oder auch Lady Alice, ist eine geborene, mächtige Hexe und die Tochter aus der Herrscherfamilie Nebulis. Als diese steht sie in der Thronfolge an zweiter Stelle – nach ihrer älteren Schwester. Nachdem sie bereits mehrfach auf Iska, ihrem Erzfeind, trifft, entwickelt sie Gefühle für ebendiesen und versuchte erfolglos, ihn auf ihre Seite zu bringen. Wie Iska auch, hat sie den Wunsch, den Krieg zwischen beiden Staaten zu beenden ohne weiteres Blutvergießen zu verursachen, was allerdings zu Spannungen zwischen ihr und ihrer Mutter, der amtierenden Herrscherin, sorgt.

### Das Heavenly Empire
Jhin Syulargun (ジン・シュラルガン, Jin Shurarugan)
Ein begabter Scharfschütze aus der 907. Einheit, welcher häufig eine trockene Sprechweise an den Tag legt.
Mismis Klass (ミスミス・クラス, Misumisu Kurasu)
Der Captain der 907. Einheit. Obwohl sie ein eher kindliches Aussehen hat, tollpatschig und physisch eher schwächlich ist, sorgt sie stetig dafür, dass die Moral innerhalb ihrer Einheit nicht sinkt. Später erhält sie nach einem Zwischenfall mit Hexen, ein Astralmagie-Stigma, welches sie als Hexe ausweist. Obwohl ihre Kräfte nicht bekannt sind, wird ihre Einheit dazu gezwungen, ihr Stigma vor dem Empire geheim zu halten.
Nene Alkastone (音々・アルカストーネ, Nene Arukasutōne)
Eine übermütige Feldmechanikerin und Waffendesignerin aus der 907. Einheit, die ihre Truppe mit magieresistenten Waffen versorgt
Risya In Empire (璃洒・イン・エンパイア, Rurisha In Enpaia)
Ein Mitglied der heiligen Schüler, der den fünften Sitz innehat.
Nameless (ネームレス, Nēmuresu)
Ein namenloser Auftragsmörder, der den achten Rang der heiligen Schüler innehat.
Shanorotte Gregory (シャノロッテ・グレゴリー, Shanorotte Guregorī)
Der Captain der 104. Einheit, die mit Mismis eng befreundet ist.
Emperor Yunmelngen (天帝ユンメルンゲン, Tentei Yunmerungen)
Die Regentin des Heavenly Empire.

### Die Nebulis-Souveränität
Rin Vispose (燐・ヴィスポーズ, Rin Visupōzu)
Die persönliche Maid von Alice und ihr Bodyguard. Sie diente Alice bereits seit frühester Kindheit. Des Weiteren ist sie eine hochtalentierte Magierin, die mithilfe erdelementarer Magie Golems erschaffen kann.
Sisbell Lou Nebulis IX (シスベル・ルゥ・ネビュリス9世, Shisuberu Ruu Nebyurisu 9-sei)
Alicelieses jüngere Schwester, die eines Tages vom Empire gefangen genommen und von Iska gerettet wurde. Sie hat eine psychometrische Fähigkeit, Lamplight, mit der sie bis zu 200 Jahre in die Vergangenheit sehen kann, wobei ihre Fähigkeit auf drei Kilometern im Umkreis beschränkt ist. Sie ist der Überzeugung, dass ihre Familie in Gefahr ist und nur Iska ihr helfen kann, die Gefahr zu beseitigen.
Millavair Lou Nebulis VIII (ミラベア・ルゥ・ネビュリス8世, Mirabea Ruu Nebyurisu 8-sei)
Alices, Sisbells und Elletears Mutter und damit die amtierende Herrscherin der Nebulis-Souveränität.
Elletear Lou Nebulis IX (イリーティア・ルゥ・ネビュリス9世, Irītia Ruu Nebyurisu 9-sei)
Alices und Sisbells ältere Schwester und erste in der Thronfolge.
Lord Mask (仮面卿, Kamen Kyō)
Der Kopf und treibende Kraft der Zoa-Familie, die es auf den Thron abgesehen hat.
Kissing Zoa Nebulis IX (キッシング・ゾア・ネビュリス9世, Kisshingu Zoa Nebyurisu 9-sei)
Ein Mitglied der Zoa-Familie und reinblütige Hexe, die mit ihrer Kraft Materie zerstören und neu zusammenfügen kann.
Founder Nebulis (始祖ネビュリス世, Shiso Nebyurisu)
Die Begründerin der Nebulis-Souveränität.

### Weitere Charaktere
Crosswell Nes Lubigate (クロスウェル・ネス・リビュゲート, Kurosuweru Nesu Ribyugēto)
Der frühere Träger der Astralschwerter. Er ist Iskas und Jhins Lehrmeister.
Salinger (サリンジャー, Sarinjā)
Ein Krimineller, welcher für einen Angriff auf die frühere Herrscherin inhaftiert wurde. Er wird von Lord Mask befreit. Salinger hat die Macht, andere magische Kräfte zu absorbieren und anzueignen.

## Medien

### Romanreihe
Am 20. Mai 2017 startete Kei Sazane die Romanreihe, welche bei Fujimi Shobō verlegt und im Magazin Fujimi Fantasia Bunko erscheint. Die Zeichnungen stammen von Ao Nekonabe. Bis Mai 2021 erschienen elf Bände des Romanzyklus. Im Oktober 2019 kündigte der US-amerikanische Verleger Yen Press an, die Romane in englischer Sprache zu veröffentlichen.
| Band | Veröffentlichung (Japanisch) | ISBN (Japanisch)        |
| ---- | ---------------------------- | ----------------------- |
| 01   | 20. Mai 2017                 | ISBN 978-4-04-072307-5. |
| 02   | 20. Juli 2017                | ISBN 978-4-04-072308-2. |
| 03   | 20. Dez. 2017                | ISBN 978-4-04-072518-5. |
| 04   | 20. Apr. 2018                | ISBN 978-4-04-072519-2. |
| 05   | 18. Aug. 2018                | ISBN 978-4-04-072866-7. |
| 06   | 20. Dez. 2018                | ISBN 978-4-04-072867-4. |
| 07   | 20. Sep. 2019                | ISBN 978-4-04-073179-7. |
| 08   | 20. Dez. 2019                | ISBN 978-4-04-073181-0. |
| 09   | 17. Apr. 2020                | ISBN 978-4-04-073182-7. |
| SF   | 17. Juli 2020                | ISBN 978-4-04-073730-0. |
| 10   | 17. Okt. 2020                | ISBN 978-4-04-073729-4. |
| SF 2 | 19. Dez. 2020                | ISBN 978-4-04-073731-7. |
| 11   | 20. Mai 2021                 | ISBN 978-4-04-074077-5. |
| 12   | 20. Okt. 2021                | ISBN 978-4-04-074078-2. |
| 13   | 19. März 2022                | ISBN 978-4-04-074443-8. |
| SF 3 | 20. Aug. 2022                | ISBN 978-4-04-074617-3. |
| 14   | 20. Dez. 2022                | ISBN 978-4-04-074444-5. |
| 15   | 20. Juni 2023                | ISBN 978-4-04-074980-8  |
| 16   | 19. Okt. 2024                | ISBN 978-4-04-074981-5  |

### Manga
Eine Umsetzung als Manga mit Zeichnungen von okama wurde zwischen 2018 und 2021 realisiert und mit sieben Bänden im Tankōbon-Format abgeschlossen. Die Mangareihe erschien beim Verleg Hakusensha in dessen Magazin Young Animal. Yen Press veröffentlicht den Manga in englischer Sprache.
| Band | Veröffentlichung (Japanisch) | ISBN (Japanisch)        |
| ---- | ---------------------------- | ----------------------- |
| 1    | 26. Dez. 2018                | ISBN 978-4-59-216301-5. |
| 2    | 29. Mai 2019                 | ISBN 978-4-59-216302-2. |
| 3    | 26. Dez. 2019                | ISBN 978-4-59-216303-9. |
| 4    | 29. Juli 2020                | ISBN 978-4-59-216304-6. |
| 5    | 29. Sep. 2020                | ISBN 978-4-59-216305-3. |
| 6    | 25. Dez. 2020                | ISBN 978-4-59-216306-0. |
| 7    | 12. März 2021                | ISBN 978-4-59-216307-7. |

### Anime-Fernsehserie

#### Erste Staffel
Im Oktober des Jahres 2019 wurde im Rahmen einer Präsentation im Zuge der Fantasia Bunko Kansashai die Produktion eines Anime angekündigt. Die zwölfteilige erste Staffel der Serie entstand unter der Regie von Shin Ōnuma und Mirai Minato im Animationsstudio Silver Link. Das Drehbuch wurde von Kento Shimoyama basierend auf der Romanreihe als Vorlage geschrieben; das Charakterdesign entstand durch Kaori Sato während das Komponistenkollektiv Elements Garden die Serienmusik komponierte.
Kaori Ishihara singt mit Against das Lied im Vorspann der ersten Staffel, während Sora Amamiya mit Koori no Torikago (氷の鳥籠 Ice Bird Cage) das Stück im Abspann einspielte.
Die Serie, die zwischen dem 7. Oktober 2020 und dem 23. Dezember gleichen Jahres auf AT-X und weiteren Fernsehsendern im japanischen Fernsehen ausgestrahlt wurde, wurde von Funimation lizenziert und zeigte diese in Nordamerika, im Vereinigten Königreich, in der Republik Irland, sowie über AnimeLab in Australien und Neuseeland. Außerdem kündigte der Anbieter an, die Serie mit einer englischsprachigen Vertonung zu veröffentlichen. Die englische Synchronisation wurde durch Anthony Bowling als Dialogregisseur umgesetzt. Im deutschsprachigen Raum wurde die erste Staffel der Serie bei Wakanim im Simulcast gezeigt.

#### Zweite Staffel
Anfang Oktober des Jahres 2021 wurde bekanntgegeben, dass die Serie eine Fortsetzung erhalten werde. Im August 2022 kündigte der Streamingdienst Crunchyroll im Rahmen der eigens veranstalteten Crunchyroll Expo an, dass die zweite Staffel im Laufe des Jahres 2023 starten sollte. Auch gab Crunchyroll bekannt, die zweite Staffel der Serie im Simulcast zu zeigen. Im September 2023 wurde bekannt, dass die Ausstrahlung der zweiten Staffel aus unbekannten Gründen ins Jahr 2024 verschoben wurde ohne dabei einen genaueren Zeitraum zu nennen.
Im Zuge des Fantasia-Bunko-Big-Thanks-Events wurden im Oktober neue Details zur zweiten Staffel bekannt gegeben. Diese entsteht erneut im Studio Silver Link, wobei unterstützend das Studio Palette hinzugezogen wird, unter der Regie von Yuki Inaba. Das Charakterdesign wird von Kaori Yoshikawa entworfen, während sich Elements Garden erneut für die musikalische Arbeit zuständig zeigen.
Am 3. Januar 2024 wurden die musikalischen Interpreten, die in der Vor- und Abspannsequenz zu hören sind, bekanntgegeben. Im Vorspann ist die Pop-Rock-Band AliA mit dem Lied Senaka Awase zu hören, während Sizuk mit Para Bellum die Musik zur Abspannsequenz beisteuert.
Die Ausstrahlung der Episoden begann ab dem 10. Juli 2024. Am 6. August 2024 gab das Produktionsteam bekannt, die Ausstrahlung der zweiten Staffel auszusetzen und neue Episoden ab Folge 5 zu einem späteren Zeitpunkt im japanischen Fernsehen zu zeigen. Begründet wurde die Entscheidung damit, die Qualität aufrechterhalten zu wollen. Auf dem frei gewordenen Sendeplatz wurden stattdessen Episoden der ersten Staffel gezeigt. Die Ausstrahlung der zweiten Staffel wurde schließlich am 10. April 2025 neu begonnen, ab dem 8. Mai mit neuen Folgen fortgesetzt und am 26. Juni 2025 mit der zwölften Folge abgeschlossen.

## Synchronisation
| Rolle                     | japanischer Sprecher (Seiyū) | deutscher Sprecher           |
| ------------------------- | ---------------------------- | ---------------------------- |
| Aliceliese Lou Nebulis IX | Sora Amamiya                 | Anna Gamburg                 |
| Iska                      | Yūsuke Kobayashi             | Sebastian Griegel            |
| Jhin Syulargun            | Shun’ichi Toki               | Xiduo Zhao                   |
| Mismis Klass              | Nao Shiraki                  | Anni C. Salander             |
| Nene Alkastone            | Kaori Ishihara               | Anna Ewelina                 |
| Rin Vispose               | Yunumi Hanamori              | Nicole Hise                  |
| Risya In Empire           | Ayana Taketatsu              | Janina Dietz                 |
| Nameless                  | Jun Kasama                   | Maximilian Laprell           |
| Millavair Lou Nebulis VII | Aya Hisakawa                 | Ulla Wagener                 |
| Sisbell Lou Nebulis IX    | Azumi Waki                   | Eleni Möller-Architektonidou |
| On Zoa Nebulis            | Hikaru Midorikawa            | Martin Bonvicini             |
| Kissing Zoa Nebulis IX    | Konomi Kohara                | Laura Maire                  |
| Shanorotte Gregory        | Ami Koshimizu                | Tatjana Pokorny              |
| Elletear Lou Nebulis IX   | Miyuki Sawashiro             | Angelina Markiefka           |
| Salinger                  | Toshihiko Seki               | Pascal Breuer                |